# La regina di Saba (film 1952)
La regina di Saba è un film del 1952 diretto da Pietro Francisci.
Si ispira alla regina di Saba, personaggio del quale si parla nella Bibbia.

## Trama

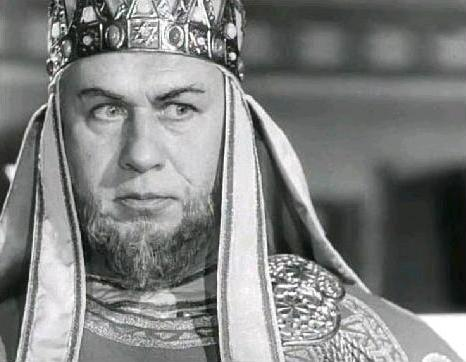
Re Salomone

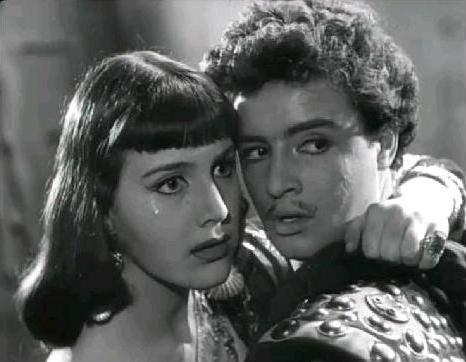
Balkis e Roboam

Re Salomone temendo che gli storici popoli a lui avversi si coalizzino per muovere guerra contro di lui, idea uno stratagemma, dopo aver catturato due emissari di Gad, spedisce il figlio Roboam nel regno di Saba per ottenere informazioni sullo stato delle cose.
Roboam nel viaggio verso il regno di Saba salva la vita a Balkis, figlia del re. Costui dopo la morte sarà sostituito sul trono dalla bella figlia, che non potrà sposarsi sino a quando il Dio Atar non farà avere un cenno sull'uomo che potrà sposare. Ma nel frattempo Roboam viene riconosciuto come il figlio del re Salomone e condannato a morte riuscendo però a fuggire prima dell'esecuzione.
Balkis, innamorata di Roboam e venuta a conoscenza che l'uomo deve sposare la promessa Zimira, raduna un grande esercito e si muove verso il regno di Gerusalemme per vendicarsi. L'assedio però non dà i risultati sperati e Balkis propone un duello tra Roboam e Kabael. Nello scontro Roboam riesce vittorioso ma scopre che il suo avversario non e altri che la bella Balkis. La principessa ferita viene fatta prigioniera e portata entro le mura di Gerusalemme.
Salomone però la accoglie come ospite comprendendo l'amore che ormai lega il figlio alla non più nemica Balkis permettendo le nozze tra i due giovani.

## Produzione
Prodotto da Mario Francisci per Oro Film la pellicola venne girata negli studi del Centro sperimentale di cinematografia.

## Incasso
Incasso accertato a tutto il 31 marzo 1959 Lit. 516.500.000

## Critica
(Leo Pestelli su La Stampa del 28 novembre 1952)